# Achmat-Jurt

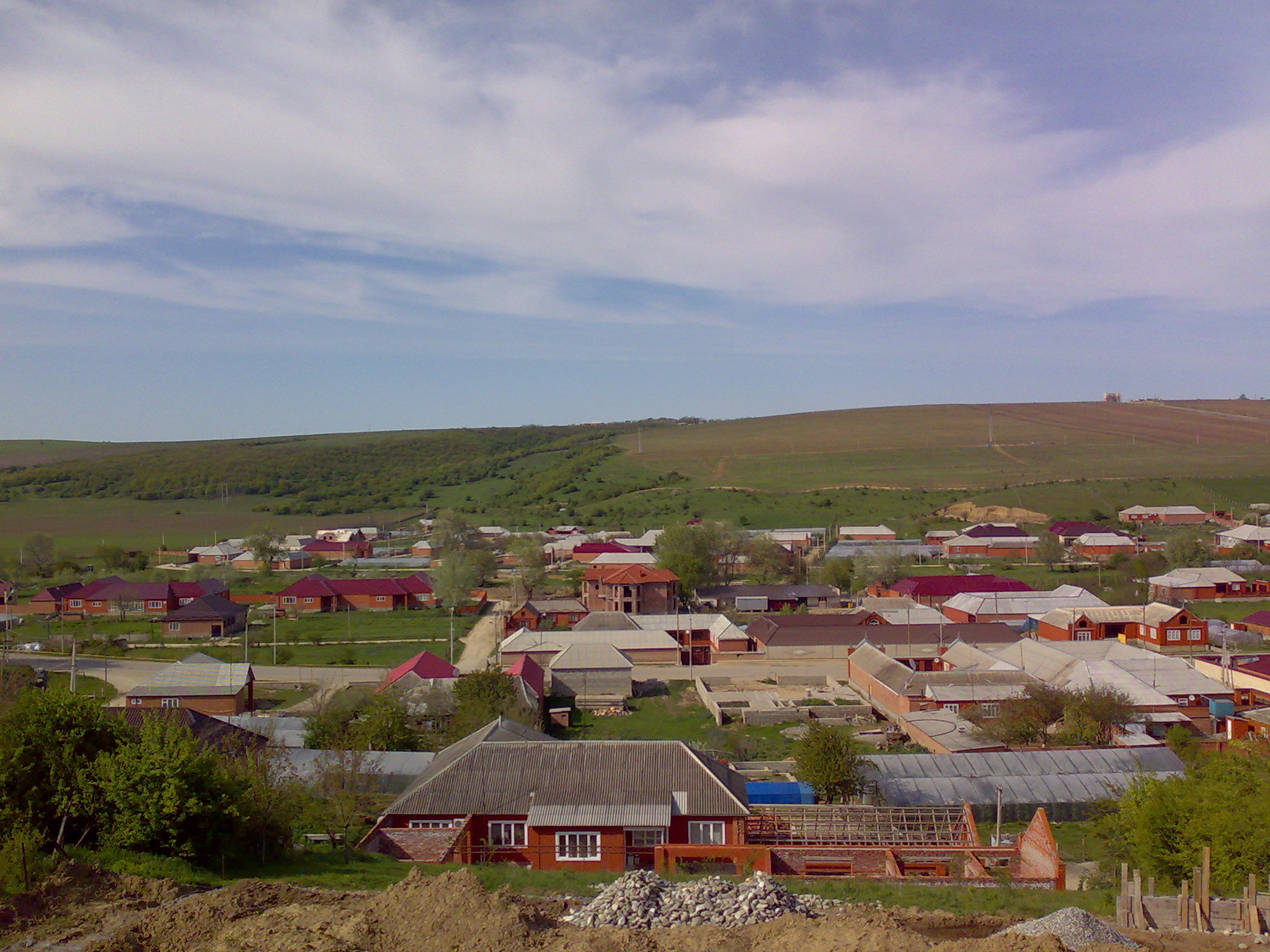
Zentoroi (2010)

Achmat-Jurt (russisch Ахмат-Юрт) ist ein Dorf in der Republik Tschetschenien in Russland.
Der zum Kurtschalojewski rajon gehörende  Ort hat knapp 9000 Einwohner. Ursprünglich Chossi-Jurt genannt, trug das Dorf lange den Namen Zentoroi (Центорой, alternativ auch Zentaroi, Центарой). 2019 erhielt es seinen heutigen Namen zu Ehren des früheren tschetschenischen Präsidenten Achmat Kadyrow (1951–2004), dessen Familie aus dem Dorf stammt und der dort begraben ist.

## Söhne des Ortes
- Ramsan Kadyrow (* 1976), Oberhaupt der russischen Teilrepublik Tschetschenien
- Chalid Kadyrow (* 1994), Fußballspieler
- Abubakar Kadyrow (* 1996), Fußballspieler